# Aschtal (Fuchstal)
Aschtal, auch Aschthal, ist eine Einöde, die zur Gemeinde Fuchstal im oberbayerischen Landkreis Landsberg am Lech gehört.

## Geografische Lage
Aschtal liegt etwa drei Kilometer südwestlich des Ortsteils Leeder im wasserreichen, geschützten Tal Aschtal, aus dem sich auch der nach Leeder fließende Schmidbach speist. Nach Südwesten hin grenzt Aschtal an die sehr ausgedehnten und kaum besiedelten Waldgebiete Denklinger Rotwald und Sachsenrieder Forst.

## Geschichte
Mit einer ersten urkundlichen Erwähnung im 11. Jahrhundert gehört Aschtal zusammen mit Engratshofen zu den ältesten Ortsteilen der Gemeinde Fuchstal. In einem Lehensbrief wurde 1059 der Wildbann für zwei Höfe beurkundet. Bodenfunde und Luftarchäologie lassen den Schluss zu, dass Aschtal früher ein größerer Ort gewesen sein muss.
Nach dem Dreißigjährigen Krieg wurde der Ort zunächst aufgegeben und erst 1649 wieder besiedelt. 1666 wurde Aschtal als Einöde und Eisenschmiede für 50 fl. jährlich im Leibrecht vergeben. Nach 1800 entstand im Aschtal eine Sägemühle, die heute noch als Säge besteht.
Einige hundert Meter nordöstlich des Gutes finden sich eine im Luftbild sichtbare verebnete viereckige Wallanlage auf einem Acker sowie an der nördlichen Halde des Aschtals eine keltische Viereckschanze mit gut erhaltenen Wall- und Grabenanlagen. Der Eingang der Schanze, deren Innenraum heute als Weideland genutzt wird, wurde in den siebziger Jahren verlegt. Direkt neben der Schanze lag eine Schleifmühle, die 1822 abgebrochen wurde.

## Struktur
Die Einöde Aschtal besteht heute aus zwei Wohnhäusern und einer Reihe von Wirtschaftsgebäuden einer nach wie vor ausgeübten Landwirtschaft (Milchviehhaltung). Die Säge ist erhalten, wird aber nur noch privat genutzt.